# Chydenanthus
Chydenanthus é um género botânico pertencente à família Lecythidaceae.
1. ↑  «Chydenanthus — World Flora Online». www.worldfloraonline.org. Consultado em 19 de agosto de 2020